# Rodrigo Damiano
Rodrigo Zaffalon Damiano (São Carlos (São Paulo), 1977) é um biólogo e documentarista de natureza, formado pela Universidade Federal de São Carlos, que foi premiado internacionalmente pelo registro inédito de uma ave rara. Começou a fotografar com o incentivo do documentarista de natureza Haroldo Palo Jr..
Foi o primeiro documentarista a registrar filhotes de tapaculo-de-colarinho (Melanopareia torquata), ave endêmica do Cerrado, encontrada no sul do Pará, Piauí, Bahia, Goiás, Mato Grosso, de São Paulo à Bolívia e extremo nordeste do Paraguai. Essa espécie está na categoria “em perigo”, na lista dos animais ameaçados de extinção no estado de São Paulo. Habita os campos cerrados, com maior população nos cerrados ralos, savanas ricas em cupinzeiros e campos sujos. As imagens foram realizadas na Estação Ecológica de Itirapina, localizada a 230 km de São Paulo, onde foram encontrados dois ninhos de tapaculo-de-colarinho documentados até os filhotes abandonarem o ninho. Nessas áreas, o tapaculo-de-colarinho, assim como muitas espécies de sub-bosque, desaparece devido à relativa sensibilidade às alterações do habitat. Para a captação das imagens, o documentarista levou semanas, submetido a chuvas, insetos e outras condições desfavoráveis. Utilizou técnicas e equipamentos diversos (telemetria, GPS, playback e lentes de grande alcance), além de esconderijos, haja visto que é uma ave de pequeno porte e de difícil aparição. O fotógrafo registrou assim imagens inéditas desta espécie, publicadas em 2008.